# فلاديسلاف فاسيلييف
فلاديسلاف فاسيلييف (بالقازاقية: Владислав Андреевич Васильев)‏ هو لاعب كرة قدم كازاخستاني في مركز الهجوم، ولد في 10 أبريل 1997 في قراغندي في كازاخستان. لعب مع دينامو برست ونادي شاختار قراغندي.

## وصلات خارجية
- فلاديسلاف فاسيلييف على موقع الاتحاد الدولي (مؤرشف)  (الإنجليزية)
- فلاديسلاف فاسيلييف على موقع الاتحاد الأوربي (الإنجليزية)
- فلاديسلاف فاسيلييف على موقع قاعدة بيانات كرة القدم.إي يو (الإنجليزية)
- فلاديسلاف فاسيلييف على موقع ناشيونال فوتبول تيمز (الإنجليزية)
- فلاديسلاف فاسيلييف على موقع Soccerway.com (الإنجليزية)